# У Гуаньчжун
У Гуаньчжун (кит. трад. 吳冠中, упр. 吴冠中, пиньинь Wú Guānzhōng; 29 августа 1919, Исин, Цзянсу — 25 июня 2010[…], Пекин) — китайский живописец.

## Биография
Родился 29 августа 1919 года в уезде Исин провинции Цзянсу.
Учился в Китайской национальной академии изящных искусств в Ханчжоу (1936—1942).
С 1947 года изучал живопись в Национальной высшей школе изящных искусств в Париже. В 1950 году вернулся в Китай.
Являлся профессором института художеств университета Цинхуа.

## Творчество
Внёс значительный вклад в развитие живописного искусства, распространение масляной живописи в Китае и модернизацию китайской живописи. В своём творчестве совмещал традиционный китайский стиль гохуа с элементами западного изобразительного искусства.
Наиболее известные произведения — «Три ущелья на реке Янцзы», «Родина Лу Синя». Персональные выставки проходили в Пекине, Гонконге, Лондоне, Париже, Сингапуре, Индонезии и в других городах и странах. В 2006 году на аукционе почти за 5 миллионов долларов была продана его картина «Десять тысяч ли по реке Янцзы», что стало рекордной ценой для произведения современной китайской масляной живописи.
Перед смертью подарил Гонконгскому музею искусств свои работы. На их основе музей в 2024—2025 годах организовал выставку «У Гуаньчжун. Между чёрным и белым».

## Выставки
- 1992 год — У Гуаньчжун стал первым китайским художником, при жизни выставленным в Британском музее.

## Награды
- 1991 год — медаль Министерства культуры Франции.
- 2003 год — «Премия за достижения в области жизни» от Министерства культуры КНР.